# 송진포항
송진포항은 경상남도 거제시 장목면 송진포리에 있는 어항이다. 2003년 2월 3일 어촌정주어항으로 지정하여 관리하고 있다. 시설관리자는 거제시장이다.

## 어항 연혁
- 본래 소징개, 소비포(所非浦), 송진포라 하였는데 이는 한국 적송(赤松)을 참솔이라 하여 송진포(松眞浦)라 하였으며 남부면(南部面) 송미포(松未浦)는 참솔이 아닌 흑송(黑松) 또는 해송(海松)이 울창하여 풍수지리설(風水地里說)에 의한 상대성의 지명(地名)이며 해송(海松)은 거제시목(巨濟市木)으로 지정되었다.

## 어항 구역
- 수역: 57,700m2(거제시 장목면 송진포리 678-4번지 수역)
- 육역: 7,800m2

## 어항 시설
- 물양장, 선착장

## 주요 어종
- 대구, 물매기, 아귀, 광어 등